# Delosperma esterhuyseniae
Delosperma esterhuyseniae är en isörtsväxtart som beskrevs av L. Bol.. Delosperma esterhuyseniae ingår i släktet Delosperma, och familjen isörtsväxter. Inga underarter finns listade i Catalogue of Life.